# Centro (Salvador)
A Região Administrativa I corresponde à delimitação do Centro tradicional da cidade de Salvador, na Bahia, no Brasil. Abrange diversos bairros cujo desenvolvimento e malha urbana se relacionam entre si, possuindo características peculiares em relação ao resto da cidade. Em 2017 foi criado na região o bairro Centro, após ser aprovado o projeto de lei 363/17. Outros bairros presentes na região do Centro são: 
- Barbalho
- Barris
- Calçada
- Comércio
- Garcia
- Nazaré
- Santo Antônio
- Saúde
- Tororó

Outras zonas que não são bairros
- Campo Grande
- Corredor da Vitória
- Sé
- São Pedro

## Demografia
Foi listado como um dos bairros mais perigosos de Salvador, segundo dados do Instituto Brasileiro de Geografia e Estatística (IBGE) e da Secretaria de Segurança Pública (SSP) divulgados no mapa da violência de bairro em bairro pelo jornal Correio em 2012. Ficou entre os mais violentos em consequência da taxa de homicídios para cada cem mil habitantes por ano (com referência da ONU) ter alcançado o terceiro nível mais negativo, o "31-60", sendo um dos piores bairros na lista.